# Corey (Vorname)
Corey ist englischer Vorname, der vor allem als männlicher Vorname verwendet wird.

## Herkunft und Bedeutung
Ursprung von Corey ist ein schottischer oder irischer Nachname, der sich von einem Ortsnamen ableitet. Der Ortsname soll von dem gälischen Wort „coire“ stammen, was so viel wie „Kessel“ bedeutet.
Nach anderer Beschreibung soll der Name vom altnordischen Personennamen „Kóri“ kommen, dessen Bedeutung jedoch unbekannt ist.
Die größte Verbreitung fand der Name Corey als männlicher Vorname in der zweiten Hälfte des 20. Jahrhunderts in englischsprachigen Ländern.

## Namensträger
Männlicher Vorname
- Corey Allen (1934–2010), US-amerikanischer Film- und Fernsehregisseur
- Corey Beaulieu (* 1983), US-amerikanischer Gitarrist
- Corey Benjamin (* 1978), US-amerikanischer Basketballspieler
- Corey Brewer (* 1986), US-amerikanischer Basketballspieler
- Corey Burton (* 1955), US-amerikanischer Sänger
- Corey Cadby (* 1995), australischer Dartspieler
- Corey Carrier (* 1980), US-amerikanischer Schauspieler
- Corey Cerovsek (* 1972), kanadischer Violinist und Mathematiker
- Corey Clement (* 1994), US-amerikanischer American-Football-Spieler
- Corey Crawford (* 1984), kanadischer Eishockeyspieler
- Corey Davis (* 1995), US-amerikanischer American-Football-Spieler
- Corey Deuel (* 1977),  US-amerikanischer Poolbillardspieler
- Corey Dillon (* 1974), US-amerikanischer American-Football-Spieler
- Corey Elkins (* 1985), US-amerikanischer Eishockeyspieler
- Corey Feldman (* 1971), US-amerikanischer Schauspieler
- Corey Fisher (* 1988), US-amerikanischer Basketballspieler
- Corey Gaines (* 1965), US-amerikanischer Basketballtrainer
- Corey Graves (* 1984), US-amerikanischer Wrestler und Sportmoderator
- Corey Haim (1971–2010), kanadischer Schauspieler
- Corey Hart (* 1962), kanadischer Musiker
- Corey Hawkins (Schauspieler) (* 1988), US-amerikanischer Schauspieler
- Corey Hertzog (* 1990), US-amerikanischer Fußballspieler
- Corey Hirsch (* 1972), kanadischer Eishockeyspieler
- Corey Kispert (* 1999), US-amerikanischer Basketballspieler
- Corey Linsley (* 1991), US-amerikanischer American-Football-Spieler
- Corey Locke (* 1984), kanadischer Eishockeyspieler
- Corey Maggette (* 1979), US-amerikanischer Basketballspieler
- Corey Pavin (* 1959), US-amerikanischer Golfspieler
- Corey Perry (* 1985), kanadischer Eishockeyspieler
- Corey Peters (Skirennläufer) (* 1983), neuseeländischer Skirennläufer
- Corey Peters (Footballspieler) (* 1988), US-amerikanischer American-Football-Spieler
- Corey Potter (* 1984), US-amerikanischer Eishockeyspieler
- Corey Reynolds (* 1974), US-amerikanischer Schauspieler und Musicaldarsteller
- Corey Schwab (* 1970), kanadischer Eishockeyspieler
- Corey Sevier (* 1984), kanadischer Schauspieler
- Corey Stapleton (* 1967), US-amerikanischer Politiker
- Corey Stoll (* 1976), US-amerikanischer Schauspieler
- Corey Taylor (* 1973), US-amerikanischer Musiker
- Corey Yuen (1951–2022), chinesischer Stuntman, Schauspieler, Filmregisseur, Filmproduzent und Kampfkünstler

Weiblicher Vorname
- Corey Cogdell (* 1986), US-amerikanische Sportschützin